# Aníbal Cavaco Silva
Aníbal Cavaco Silva, portugalski ekonomist in politik, * 15. julij 1939.
Silva je bil predsednik Portugalske (2 mandata oz. 10 let: od 9. marca 2005 do 2015).
Predhodno je bil minister za finance Portugalske (1980-1981), kot voditelj portugalske socialdemokratske stranke prav tako 2 mandata (10 let) predsednik vlade Portugalske (1985-1995) in profesor ekonomije na Katoliški univerzi Portugalske (2004-06?).